# ドイツ軍歌

## 歴史

### 誕生
ドイツ帝国成立までにこのような軍歌は無かった。何故ならかつては神聖ローマ帝国という大きな連合体の中に諸邦が存在し、末期には分裂しかけていたかけていたからである。そのため、ドイツ帝国成立後のオットー・フォン・ビスマルクが始めた鉄血演説による鉄血政策による一連の軍政改革の中でようやく製作された。

### 作曲・作詞者
主な作曲及び作詞者はフランツ・ヨーゼフ・ハイドンやヨハン・シュトラウス1世である。一部は音楽に精通した兵士が作ったものもある。例)ホルスト・ヴェッセル(英雄的な30年代の突撃少尉)など

## 問題点

### ナチス・ドイツとの関連性
国家社会主義ドイツ労働者党（ナチス）指導者アドルフ・ヒトラーの秘書を務めたトラウデル・ユンゲの手記によれば、ヒトラーがこの行進曲を好きだと言ったため一躍「ヒトラーお気に入りの行進曲」ということになり、この曲ばかりが演奏されることになったとヒトラー自身が語っている。このことによりファシズムとともに一部の音楽が禁止されているのも事実である。

## 軍歌・流行歌(ドイツ帝国以来)
- ドイツ統一行進曲
- 旗を高く掲げよ(ナチス党党歌)
- バーデンヴァイラー行進曲
- 突撃隊は行進する
- ニーベルンゲン行進曲
- イングランドを爆撃せよ
- 旧友 (行進曲)
- ララ・アンデルセン
- ラインの守り
- リリー・マルレーン
- パンツァー・リート
- 親衛隊は敵地を進む
- 別れの歌 (シュヴァーベン地方民謡)
- ドイツの歌(国歌)
- 皇帝陛下万歳(旧国歌)
- エリカ (曲)

## 使用している作品
- コール オブ デューティ
- バトルフィールド
- 同志社大学校歌
- イェール大学校歌

行進曲については、カテゴリ：ドイツ軍の行進も参照。